# Omen (альбом)
| Оценки критиков | Оценки критиков |
| Источник        | Оценка          |
| --------------- | --------------- |
| AllMusic        | [ 1 ]           |
| Rock Sound      | [ 3 ]           |
| Blabbermouth    | [ 4 ]           |
| Sputnik Music   | [ 5 ]           |
| Drop-D          | [ 6 ]           |

Omen — седьмой студийный альбом группы Soulfly, вышел в мае 2010 года на лейбле Roadrunner Records. 18 мая 2010 года диск был выпущен в Японии, 25 мая 2010 года в мире и 24 мая 2010 года в Европе.
Запись Omen проходила с 6 ноября 2009 года Soulfly на студии Edge Of The Earth в Голливуде, штат Калифорния.
На альбоме присутствуют два гостевых вокалиста. В песне «Rise of the Fallen» участвует Грег Пусиато — вокалист Dillinger Escape Plan, а в песне «Lethal Injection» партии вокала исполнил Томми Виктор из Prong. Группа записывалась с продюсером Логаном Мейдером (также известен по работам с Cavalera Conspiracy, Gojira, Devildriver).
Для специальной версии альбома было записано несколько бонусных песен. Soulfly перезаписали песню Sepultura «Refuse/Resist» совместно с Игорем Кавалерой, а также совместно с сыном Макса — Зайоном был записан кавер на песню группы Excel «Your Life, My Life».

## Список композиций
| №                   | Название                                                                   | Длительность |
| ------------------- | -------------------------------------------------------------------------- | ------------ |
| 1.                  | «Bloodbath & Beyond»                                                       | 2:31         |
| 2.                  | «Rise of the Fallen» (Featuring Greg Puciato of The Dillinger Escape Plan) | 4:35         |
| 3.                  | «Great Depression»                                                         | 3:57         |
| 4.                  | «Lethal Injection» (Featuring Tommy Victor of Prong)                       | 3:05         |
| 5.                  | «Kingdom»                                                                  | 3:55         |
| 6.                  | «Jeffrey Dahmer»                                                           | 2:52         |
| 7.                  | «Off With Their Heads»                                                     | 4:22         |
| 8.                  | «Vulture Culture»                                                          | 4:01         |
| 9.                  | «Mega-Doom»                                                                | 3:04         |
| 10.                 | «Counter Sabotage»                                                         | 3:50         |
| 11.                 | «Soulfly VII» (Instrumental)                                               | 4:23         |
| Общая длительность: | Общая длительность:                                                        | 40:35        |

## Специальные издания
| №   | Название                           | Длительность |
| --- | ---------------------------------- | ------------ |
| 12. | «Four Sticks» (Led Zeppelin cover) | 4:40         |
| 13. | «Refuse/Resist» (Sepultura cover)  | 3:10         |
| 14. | «Your Life, My Life» (Excel cover) | 3:14         |

| №   | Название                | Длительность |
| --- | ----------------------- | ------------ |
| 1.  | «Blood Fire War Hate»   |              |
| 2.  | «Sanctuary»             |              |
| 3.  | «Prophecy»              |              |
| 4.  | «Back to the Primitive» |              |
| 5.  | «Seek 'N' Strike»       |              |
| 6.  | «Living Sacrifice»      |              |
| 7.  | «Enemy Ghost»           |              |
| 8.  | «Refuse/Resist»         |              |
| 9.  | «Doom»                  |              |
| 10. | «L.O.T.M.»              |              |
| 11. | «Molotov»               |              |
| 12. | «Drums»                 |              |
| 13. | «Warmageddon»           |              |
| 14. | «Policia»               |              |
| 15. | «Unleash»               |              |
| 16. | «Roots Bloody Roots»    |              |
| 17. | «Jumpdafuckup»          |              |
| 18. | «Eye for an Eye»        |              |

## В записи участвовали
- Макс Кавалера — вокал, 4-струнная гитара
- Марк Риццо — гитара, фламенко-гитара
- Bobby Burns — бас-гитара
- Joe Nunez — ударные, перкуссия
- Branden Krull — клавишные
- Greg Puciato — вокал на «Rise of the Fallen»
- Tommy Victor — вокал на «Lethal Injection»
- Zyon Cavalera — ударные на «Refuse/Resist»
- Igor Cavalera — ударные на «Your Life, My Life»

## Чарты
| Чарт (2010)         | Место |
| ------------------- | ----- |
| Belgian Album Chart | 84    |
| Dutch Album Chart   | 42    |
| Billboard 200       | 73    |
| Greek Albums Chart  | 1     |